# Tenuipalpus moraesi
Tenuipalpus moraesi är en spindeldjursart som beskrevs av Fabiola Feres och Hernandez 2006. Tenuipalpus moraesi ingår i släktet Tenuipalpus och familjen Tenuipalpidae. Inga underarter finns listade i Catalogue of Life.